# La Femme de chambre du Titanic
Pour plus de détails, voir Fiche technique et Distribution.
La Femme de chambre du Titanic est un film dramatique franco-espagnol-italien réalisé par Bigas Luna et sorti en 1997.

## Synopsis
En 1912 en Lorraine, Horty gagne un voyage à Southampton pour assister au départ du Titanic. Il y rencontre Marie, qui doit embarquer en tant que femme de chambre.

## Fiche technique
- Titre français : La Femme de chambre du Titanic
- Titre espagnol : La camarera del Titanic
- Titre italien : L'immagine del desiderio
- Titre anglais : The Chambermaid on the Titanic
- Réalisation : Bigas Luna
- Scénario : Cuca Canals, Jean-Louis Benoît et Bigas Luna, d'après le roman éponyme de Didier Decoin
- Production :  UGC, La Sept Cinéma, France 2 Cinéma
- Directeur de la photo : Patrick Blossier
- Musique : Alberto Iglesias
- Montage : Kenout Peltier
- Durée : 99 minutes
- Dates de sortie : 
  - Espagne : 24 octobre 1997
  - France : 5 novembre 1997

## Distribution
- Olivier Martinez : Horty
- Romane Bohringer : Zoe
- Aitana Sánchez-Gijón : Marie
- Didier Bezace : Simeon
- Aldo Maccione : Zeppe
- Jean-Marie Juan : Pascal
- Arno Chevrier : Al
- Marianne Groves : Mathilde
- Didier Bénureau : secrétaire de Simeon
- Alberto Cassadie : Giovanni
- Giorgio Gobbi : Manu
- Yves Verhoeven : Gaspard